# 愛は勝つ
「愛は勝つ」（あいはかつ）は、KANの楽曲。自身の8作目のシングルとして、ポリドール・レコードから1990年9月1日に8cmCDとしてリリースされ、1991年1月1日にカセットテープとして再リリースされた。

## 背景
元々は、1990年7月25日に発売されたアルバム『野球選手が夢だった。』収録曲の一曲に過ぎなかったが、大阪のFM局FM802のヘヴィー・ローテーションに選ばれたことがきっかけとなりシングルカットされた。
当初は、テレビ朝日系『クイズおもしろTV』のエンディング曲として使われていたが、フジテレビ系『邦ちゃんのやまだかつてないテレビ』の挿入歌に使用された。『邦ちゃんのやまだかつてないテレビ』のプロデューサーだった小畑芳和は、番組で使う曲探しのため、CD・レコードを片っ端から聴いていて、これからはピアノを弾く男が来ると思っていたこと、信じれば「必ず最後に愛は勝つ」というストレートな歌詞は、吉田拓郎がフォークで叫んでいたのと通じるものがあると感じ番組のテーマ曲に使用した。
第42回NHK紅白歌合戦に出場し、モーツァルト没後200周年にかけ、自らモーツァルトに扮装し熱唱した。

### 替え歌
この曲の替え歌として「愛はチキンカツ」「愛は勝海舟」「愛は桂三枝」といったバージョンが『邦ちゃんのやまだかつてないテレビ』の番組内で歌われていた。特に「愛はチキンカツ」は番組放送期間内に何度と無く登場しただけでなく、本人も『アタックヤング』（STVラジオ）の番組内で「食べ物系の替え歌でこれだけ話題になったのは『ブルー・シャトウ』（ジャッキー吉川とブルー・コメッツ）以来」と発言するなど、お気に入りの一曲だった。これらの替え歌の歌詞は、フジテレビの美術プロデューサーである清水淳司が作詞した。

## 制作

### 愛は勝つ
友人から恋愛相談を受けたKANは、「お前そりゃどう転んでもうまくいかないだろう」と思い、「せめて歌の中ではうまくいけばいいな」と、ビリー・ジョエルの「アップタウン・ガール」を意識して歌詞を書いた。曲が出来た時は「うまくいった」と思ったが、歌詞をつけたら曲のストレートでクリアな感じがぼやっとなった気がしたという。
KANは、歌詞を書く前の楽曲の打合せでは「自分の才能が怖い」と発言するほど本楽曲を気に入っていた。歌詞は、レコーディングに入る前年に友人の男性から恋愛相談を受け、男性からの相談を聞く気になれず投げやりに「大丈夫、愛は勝つよ」と発言したことから発想。KANはこの曲のメロディーが気に入っていた分、歌詞をあまり複雑な内容にしたがらなかったため、抽象的な表現のみで構成している。しかし最初の歌詞「心配ないからね」が自分であまり気に入らず、本当は歌い始めを「ア」か「オ」にしたかったKANは、歌詞ができてからは自分の中でテンションが下がったと語っている。
変わらないリズムパターン、四分のピアノ、転調、終始歌うコーラスなどは、KANが敬愛するアーティストの一人であるビリー・ジョエルの楽曲「アップタウン・ガール」を模倣している（因みにイントロ部分は同じくビリー・ジョエルの「愛する君に」（原題State of Grace）を思わせるものとなっている）。
コーラスはイントロ以外の全ての小節に入っており、同じメロディでも歌詞の違いや転調があるため、通常よりもレコーディング量が多かった。そのため、レコーディング終了後、コーラス担当者からギャラを倍額請求されたエピソードがある。
演奏をしながらのコーラスも困難なため、ツアーではサンプリング音源を使用する場合がほとんどである。

### カップリング
カップリング曲の「それでもふられてしまう男」は、アルバム『野球選手が夢だった。』の制作初期にレコーディングされたが未収録となった。元々「GUINNESS」というタイトルだったが登録商標であったため却下され、「愛は勝つ」に対する“洒落”として、このタイトルになった。

## 記録
オリコンでは8週連続1位にチャートインし、累計売上は201.3万枚を記録した。
1991年に開催された『第22回日本歌謡大賞』にて放送音楽プロデューサー連盟賞と、第33回日本レコード大賞を同時に受賞した。

## 収録曲

### CD
- 全作詞・作曲：KAN

1. 愛は勝つ
  - 編曲：小林信吾・KAN
2. それでもふられてしまう男
  - 編曲：佐藤準
3. 愛は勝つ（オリジナル・カラオケ）

### カセット
A面
1. 愛は勝つ
2. 愛は勝つ (オリジナル・カラオケ)

B面
1. それでもふられてしまう男
2. それでもふられてしまう男（オリジナル・カラオケ）
  - この曲のカラオケは、カセットのみ収録。

### レコード
A面
1. 愛は勝つ

B面
1. それでもふられてしまう男

## その他
- 1994年、高校の音楽教科書に掲載された[5]。
- 2002年には、三井住友海上自動車保険「MOST（モスト）」のCMソングとして使用された。
- 2009年4月、三菱東京UFJ銀行「カードローン（バンクイック）」のCMソングで使用[6]。
- 2010年に日本ケンタッキー・フライド・チキンが受験シーズンに実施したキャンペーン・「『I和カツ』応援ソングプロジェクト」のテーマソングとなったが、これは同社のメニュー「和風チキンカツサンド」を験担ぎメニューとして曲名を掛けたものである。
- 2020年5月4日には、モーニング娘。'20を筆頭とするハロー!プロジェクト、および森高千里等が所属するアップフロントグループのアーティスト、およびタレント計121人が新型コロナウイルスと闘う全ての人を励ますため、自身を含む「愛は勝つ」をテレワークによるリモート動画で合唱する動画を制作し、同日YouTube上に公開された[7][8]。
- 2023年7月12日、楽曲の歌詞を絵本化するプロジェクト「歌詞（うた）の本棚」の一環として、「愛は勝つ」を題材とした絵本が出版された[注釈 1][9][10]。
- 2023年12月20日、「愛は勝つ」の音楽配信が、各サブスクリプションサービスで開始[11]。
- 2024年11月、Uber EatsのテレビCM『今日も、誰かが、丁寧に』篇で使用される。

## カバーしたアーティスト
- 2004年3月3日、YOUTH26、同年11月24日に市川由衣がカバー曲を発売。市川由衣バージョンは歌詞の「Oh〜」と叫ぶ部分が「ラ〜ラララ」とハミングに変えられている。
- 2009年5月27日、松崎しげるがカバーアルバム『Yes We Can!!』に収録。
- 2009年7月15日、事務所の後輩である℃-ute・真野恵里菜がカバーした（「チャンプル①〜ハッピーマリッジソングカバー集〜」収録）。
- 2010年5月19日、今井ゆうぞうがカバーアルバム『君と歩いた時間』に収録。
- 2010年8月25日、スコット・マーフィーがカバーアルバム『Guilty Pleasures 4』に収録。
- 2010年10月6日、浅沼晋太郎が「オオカミさんと七人の仲間たち キャラクターソングアルバム オトギソングス BEST10」にてカバー。
- 2010年11月10日、女優の杏が自身のミニ・アルバムでカバー。
- 2011年4月7日、事務所の先輩である堀内孝雄の提唱により、アップフロントグループの東日本大震災復興支援企画『がんばろうニッポン 愛は勝つ』プロジェクトの一環として、KAN・堀内ら同グループ各社所属タレント129名[注釈 2]からなる「がんばろうニッポン 愛は勝つ シンガーズ」によるカバーのプロモーションビデオが発表された[12]。このバージョンは同年4月9日に配信されており、収益は全額日本赤十字社を通して寄付された。その後、同年6月22日にアップフロントワークス（Zetimaレーベル）よりCDシングル化（DVD同梱）された[13]。（詳細後述）
- 2011年5月25日、声優の福山潤がアルバム『福山潤、愛を歌う!』でカバー。
- 2013年に放映されたPanasonicのCM「20歳のリフォーム」において、撮影当時満20歳だった女優の石塚かえでが「愛は勝つ」を歌っている。また、このCMでは石塚と実の両親が共演している。
- 2016年8月24日発売のカバーアルバム『1936 〜your songs〜』で山崎育三郎がカバー[14]。
- 2017年5月24日発売のカバーアルバム『オニカバー90's』で鬼龍院翔（ゴールデンボンバー）がカバー。
- 2017年10月、日本財団子どもサポートプロジェクトCMソングにてシンガーソングライターの新山詩織がカバー[15]。2019年3月からは古川麦によるカバー・バージョンが使用されている[16]。
- 2023年4月26日、木山裕策・Mr.シャチホコによるユニットがリリースしたアルバム『木山と木山 〜夢のディナーショー』に収録[17]。
- 2023年12月30日、第65回日本レコード大賞において、スキマスイッチがカバー。
- いきものがかり（吉岡聖恵）
- 川嶋あい（I WiSH）
- コブクロ
- 桑田佳祐
- 百田夏菜子
- 元AKB48のメンバー；板野友美、小野恵令奈、指原莉乃、前田敦子、渡辺麻友、竹内美宥

## がんばろうニッポン 愛は勝つ シンガーズによるカバーシングル
2011年4月9日にアップフロントワークスから配信限定でリリース、同年6月22日に同アップフロントワークス（zetimaレーベル）からパッケージメディア（CD+DVD）としてリリース。
日本のチャリティーユニット『がんばろうニッポン 愛は勝つ シンガーズ』の楽曲。1990年9月1日に発売されたKANの『愛は勝つ』カバー曲。歌のレコーディングは、シャ乱Qのたいせいがディレクションした。

### イベント
2011年4月9日、東日本大震災救援「がんばろうニッポン 愛は勝つ」〜From Yokohama with love〜と題したイベントが行われ、「愛は勝つ」も同イベント内で合唱された。
2011年12月7日放送の『2011 FNS歌謡祭』（フジテレビ）トップバッターで披露。

### 参加アーティスト
（50音順）
- あいざわ元気
- 相田翔子
- 安倍なつみ
- 新井愛瞳
- Alisa
- 飯田圭織
- 石川梨華
- 石原夏織
- 伊藤沙菜
- 因幡晃
- Emyli
- 大西暁子
- 小川麻琴
- 小倉唯
- 小俣雅子
- 加川明
- 加藤紀子
- カレン
- KAN
- 吉川友

- キャシー中島
- キャナァーリ倶楽部
- ℃-ute[注釈 3]
- 楠木勇有行
- 久住小春
- 佐藤綾乃
- 里田まい
- THE ポッシボー
- サミットクラブ
- さるしばい
- 篠田潤子
- 上々軍団
- 杉田二郎
- スマイレージ[注釈 4]
- 関根梓
- 仙石みなみ
- ソウルジャンクションズ
- たいせい
- タイムマシーン3号
- 高山厳

- 谷村有美
- ツインクル
- 辻田沙織
- 辻希美
- つんく♂
- T-Pistonz+KMC
- Temiyan
- tokimino
- とっきー
- 中澤裕子
- 中島卓偉
- ニレンジャー
- 能登有沙
- はたけ
- 林マヤ
- ばんばひろふみ
- 兵藤ゆき
- 平山みき
- 藤本美貴
- 古川小夏

- berryz工房[注釈 5]
- 堀内孝雄
- まこと
- 松井絵里奈
- 松浦亜弥
- 松嶋初音
- 松原健之
- 真野恵里菜
- 三澤紗千香
- 宮崎梨緒
- 三好絵梨香
- 村上東奈
- モーニング娘。[注釈 6]
- 森咲樹
- 森高千里
- 保田圭
- 安めぐみ
- 湯原昌幸
- 吉澤ひとみ
- 少女-ロリヰタ-23区

### 主旨賛同アーティスト（レコーディング未参加）
- 田中義剛
- めんこい内村

### シングルCD収録曲
1. 愛は勝つ
（作詞・作曲:KAN　編曲：KAN、矢代恒彦）
2. 愛は勝つ（Instrumental）

### シングルDVD収録曲
1. 愛は勝つ（がんばろうニッポン 愛は勝つ シンガーズ PVバージョン）
2. メイキング映像、イベントドキュメント
2011年4月9日、山下公園でのイベント風景

### 演奏メンバー
- ドラムス：清水淳
- ギター：中野豊
- ベース：西嶋正巳
- キーボード：矢代恒彦

以上4名は、KANのツアーサポートメンバー。